# Placodiscus leptostachys
Placodiscus leptostachys är en kinesträdsväxtart som beskrevs av Ludwig Radlkofer. Placodiscus leptostachys ingår i släktet Placodiscus och familjen kinesträdsväxter. Inga underarter finns listade i Catalogue of Life.